# John Caulfield
John Caulfield, né le 14 octobre 1964 à New York aux États-Unis, est un footballeur irlandais. Il évolue dans le championnat irlandais dont il est le meilleur buteur en 1992 et 1995. Il passe la quasi-totalité de sa carrière au Cork City FC. Devenu entraineur de football, il prend en main son club de toujours en 2013. Il quitte ses fonctions à Cork le 1er mai 2019.
Parallèlement à sa carrière de footballeur, Caulfield joue aussi au football gaélique.

## Sa jeunesse
John Caulfield nait dans le quartier du Bronx à New York d'une mère venue du Comté de Cork et d'un père venu du comté de Mayo. Alors qu'il est très jeune, la famille retourne vivre en Irlande et s’établit dans le comté de Roscommon. Son père l'emmène voir des matchs d'Athlone Town comme celui de Coupe UEFA 1975-1976 contre l'AC Milan.

## Carrière de joueur

### Jeunesse
Encore au lycée, John Cualfield commence à jouer avec Athlone Town au poste de défenseur. En 1983-1984, il est membre de l'équipe B d'Athlone qui remporte la League of Ireland B Division. Il fait sa première apparition au sein de l'équipe première du club en entrant comme remplaçant lors d'un match contre le Home Farm FC. En 1985, il déménage pour Ballineen and Enniskean dans le comté de Cork. Il travaille dans un magasin de disques local et joue pour le Wembley FC en Munster Senior League,,,.

### Cork City
Entre 1986 et 2001, John Caulfield joue au Cork City Football Club. Il fait ses grands débuts lors d'un match contre Kilkenny City. Peu de temps après il marque son premier hat-trick lors d'une victoire sur les Sligo Rovers.
Il est un des éléments de base, avec Pat Morley et Dave Barry, de l'équipe qui remporte le championnat 1992-1993 puis la Coupe 1997-1998. Son palmarès avec Cork comporte aussi trois Coupes de la Ligue et onze Munster Senior Cup.
Au total, John Caulfield joue à 455 reprises sous les couleurs de Cork City. Cela reste le record du club. Il est aussi avec Pat Morley de meilleur buteur du club avec un record de 129 buts,,,.
Il est à deux reprises le meilleur buteur du championnat d'Irlande : en 1991-1992 et 1994-1995.
En 2008, Caulfield est intronisé au sein du Hall of Fame de Cork City.

## Palmarès

### Avec Cork City
- Championnat d'Irlande : 1
  - 1992-1993
- Coupe d'Irlande : 1
  - 1997-1998
- Coupe de la Ligue d'Irlande : 3
  - 1987–1988, 1994–1995, 1998–1999
- Munster Senior Cup : 11
  - 1987–1988, 1989–1990, 1990–1991, 1991–1992, 1992–1993, 1993–1994, 1996–1997, 1997–1998, 1998–1999, 1999–2000, 2000–2001

- Meilleur buteur du championnat d'Irlande en 1992 et 1995

### Avec Athlone Town
- Vainqueur de la deuxième division irlandaise en 1983-1984

### Palmarès d'entraîneur
Avec Cork City
- Championnat d'Irlande
  - Vainqueur en 2017
  - Deuxième en 2014, 2015, 2016 et 2018
- Coupe d'Irlande
  - Vainqueur en 2016
  - Finaliste en 2015
- Président's Cup
  - Vainqueur en 2016, 2017 et 2018

### Palmarès en football gaélique
Avec Cork GAA
- All-Ireland Junior Football Championship
  - Vainqueur en 1990
- Munster Junior Football Championship
  - Vainqueur en 1990